# Dòng Chị Em Thanh Bần

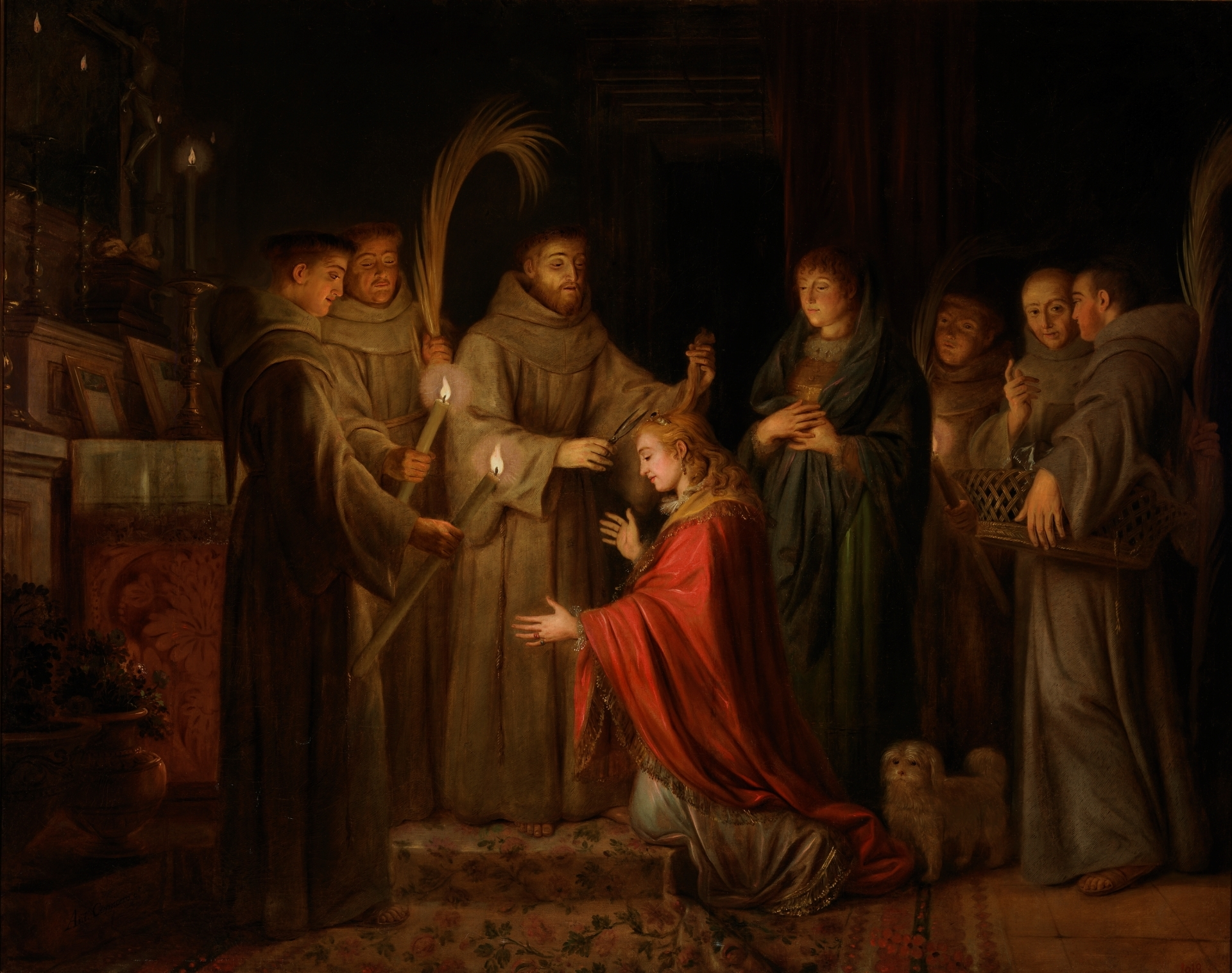
Họa phẩm về nữ tu sáng lập dòng Clara de Asís

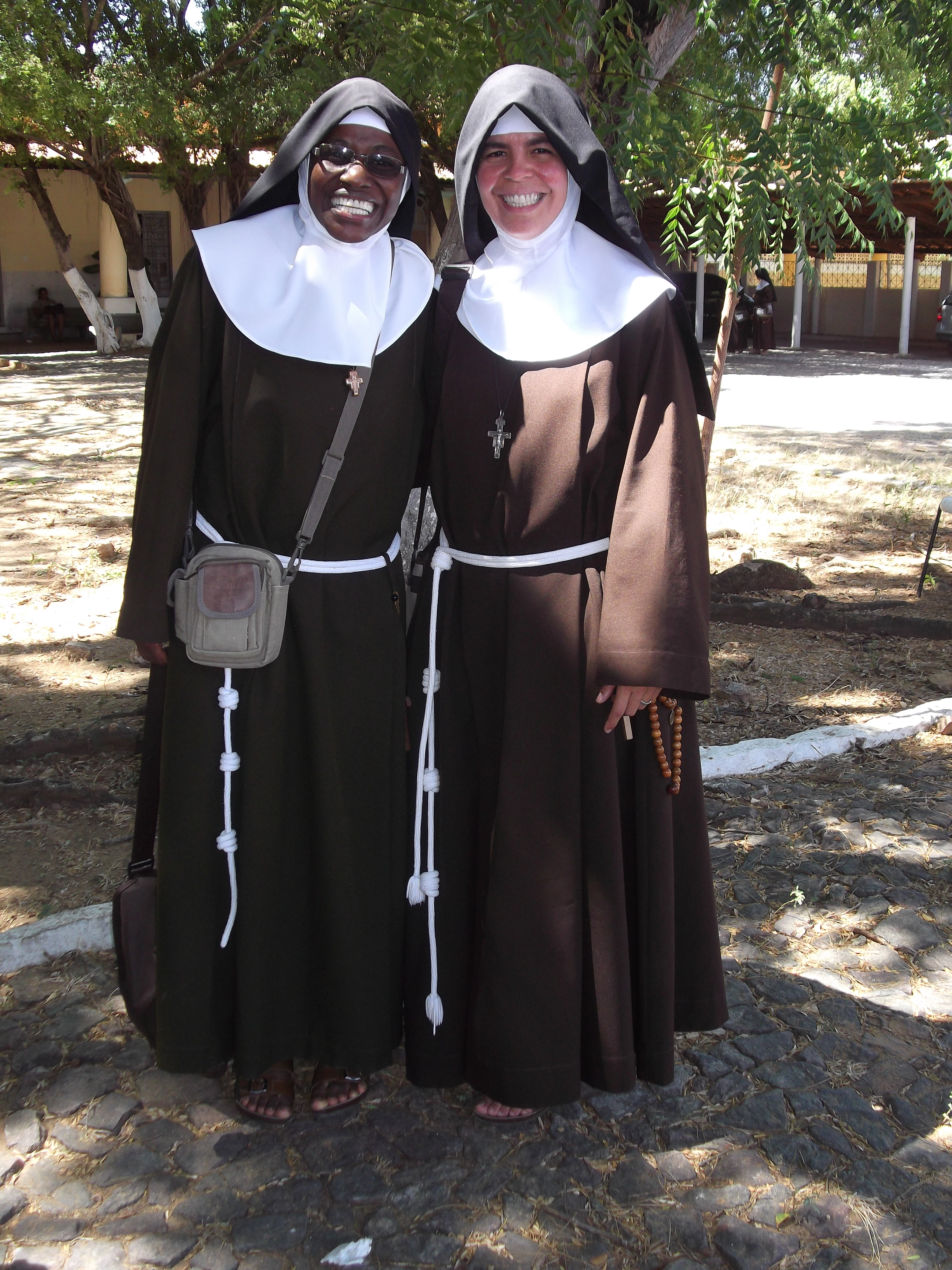
Hai nữ tu của Dòng Chị Em Thương Khó

Dòng Chị Em Thanh Bần hay Dòng Chị Em Thương Khó (tiếng Anh: Poor Clares, tiếng Latinh: Ordo sanctae Clarae, ban đầu được gọi là Dòng các Quý bà Nghèo khó và còn được gọi là Clarisses hoặc Clarissines, Minoresses, Dòng Franciscan Clarist và Dòng thứ hai của Saint Francis) là thành viên của Dòng nữ tu chiêm niệm trong Giáo hội Công giáo. Dòng Chị Em Thương Khó là chi nhánh thứ hai của dòng Phanxicô được thành lập. Dòng tu này được Clare xứ Assisi và Francis xứ Assisi thành lập ra vào Chúa Nhật Lễ Lá năm 1212, Dòng tu này được tổ chức sau Dòng Anh Em Hèn Mọn (Dòng đầu tiên), và trước Dòng Ba Thánh Phanxicô dành cho giáo dân. Tính đến năm 2011, dòng tu này đã có hơn 20.000 nữ tu  ở hơn 75 quốc gia trên thế giới. Họ tuân theo một số quan sát khác nhau và được tổ chức thành các liên đoàn.
Trong lịch sử, nữ tu Clare đã trốn khỏi nhà để gia nhập cộng đồng anh em của mình tại Portiuncula, một nơi cách bên ngoài thị trấn mặc dù, theo truyền thống, gia đình bà muốn ép buộc đưa bà về nhà, nhưng sự cống hiến cho sự thánh thiện và khó nghèo của Clare đã truyền cảm hứng cho các anh em nên họ đã chấp nhận quyết định này. Và rồi sau đó vào năm 1216, Francis đã có thể cung cấp cho Clare xứ Assisi và những người bạn đồng hành một tu viện liền kề với nhà nguyện của San Damiano nơi mà bà đã trở thành tu viện trưởng. Mẹ của Clare, hai chị gái và một số phụ nữ giàu có khác từ Florence đã sớm gia nhập trật dòng tu mới. Nữ tu Clare đã cống hiến mình cho các nguyên tắc nghiêm ngặt của Đức Phanxicô đặt ra quy tắc về sự nghèo đói cùng cực nghiêm khắc hơn nhiều so với quy tắc của bất kỳ dòng tu nữ nào vào thời điểm đó.